# Resko
Resko (Duits: Regenwalde) is een stad in het Poolse woiwodschap West-Pommeren, gelegen in de powiat Łobez. De oppervlakte bedraagt 4,49 km², het inwonertal 4436 (2005).